# Sophia Myles
Sophia Jane Myles (Londres, 18 de março de 1980) é uma atriz inglesa. 

## Biografia
Sophia é filha de um sacerdote da Igreja Anglicana e de uma publicitária. Foi aceita na Universidade de Cambridge, é fluente em três línguas (inglês, alemão e francês) e aprecia montar cavalos, esquiar e nadar. Um diretor de casting da BBC a descobriu em uma peça de teatro de seu colégio aos dezesseis anos de idade e a convidou para a versão televisiva de O Príncipe e o Mendigo.
Ela também atuou na minissérie Big Women, no seriado Mansfield Park, em uma adaptação para a televisão da biografia de Oliver Twist e fez uma participação em Doctor Who no papel de Madame de Pompadour.
No cinema, ela participou de diversos filmes: Do Inferno, The Life and Adventures of Nicholas Nickleby, The Abduction Club, Underworld (Anjos da Noite - Underworld), Out of Bonds, Thunderbirds (Os Thunderbirds), Tristan + Isolde (Tristão e Isolda) Transformers: Age of Extinction e outros.
Co-protagonista do seriado Moonlight, no qual interpreta Beth Turner, uma jornalista que se apaixona pelo detetive-vampiro Mick St. John (Alex O’Loughlin), que a salvou no passado. 

## Vida pessoal
A atriz namorou entre 2005 e 2007 com o também ator David Tennant, com que ela atuou em Doctor Who, no episódio "The Girl in the Fireplace". Ela também esteve num relacionamento com Charles Dance.

## Filmografia

### Filmes
| Ano  | Título                                       | Papel                        | Notas                                              |
| ---- | -------------------------------------------- | ---------------------------- | -------------------------------------------------- |
| 1999 | Mansfield Park                               | Susan Price                  |                                                    |
| 1999 | Guest House Paradiso                         | Saucy Wood Nymph             |                                                    |
| 2001 | From Hell                                    | Victoria Abberline           |                                                    |
| 2001 | The Life and Adventures of Nicholas Nickleby | Kate Nickleby                |                                                    |
| 2002 | The Abduction Club                           | Anne Kennedy                 |                                                    |
| 2003 | Underworld                                   | Erika                        |                                                    |
| 2003 | Out of Bounds                                | Louise Thompson              |                                                    |
| 2004 | Thunderbirds                                 | Lady Penelope Creighton-Ward | Baseado na série Thunderbirds                      |
| 2006 | Tristan & Isolde                             | Isolda                       | Baseado na lenda medieval Tristão e Isolda         |
| 2006 | Underworld: Evolution                        | Erika                        |                                                    |
| 2006 | Art School Confidential                      | Audrey                       | Baseado na história em quadrinhos de Daniel Clowes |
| 2006 | Dracula                                      | Lucy Westenra                |                                                    |
| 2006 | Covert One: The Hades Factor                 | Sophie Amsden                |                                                    |
| 2007 | Hallam Foe                                   | Kate Breck                   | Baseado no romance de Peter Jinks                  |
| 2008 | Outlander                                    | Freya                        |                                                    |
| 2012 | A Sunny Morning                              | Grace                        | Curta-metragem                                     |
| 2013 | Gallows Hill                                 | Lauren                       |                                                    |
| 2014 | Transformers: Age of Extinction              | Darcy Tirrel                 |                                                    |
| 2014 | Blackwood                                    | Rachel Marshall              |                                                    |

### Televisão
| Ano  | Título                    | Papel                   | Notas                                                                 |
| ---- | ------------------------- | ----------------------- | --------------------------------------------------------------------- |
| 1996 | The Prince and the Pauper | Lady Jane Gray          | 4 episódios                                                           |
| 1998 | Big Women                 | Saffron                 | 1 episódio                                                            |
| 1999 | Oliver Twist              | Agnes Fleming           | 2 episódios                                                           |
| 1999 | Close & True              |                         | 1 episódio                                                            |
| 2001 | Hearbeat                  | Heather Conway          | 1 episódio                                                            |
| 2002 | Foyle's War               | Susan Gascoigne         | 1 episódio                                                            |
| 2003 | Coming Up                 | Nina                    | 1 episódio                                                            |
| 2005 | Colditz                   | Lizzie Carter           | Baseado no livro Colditz: The Definitive History por Henry Chancellor |
| 2006 | Doctor Who                | Madame de Pompadour     | Episódio: "The Girl in the Fireplace"                                 |
| 2006 | Extras                    | Advogada de defesa      |                                                                       |
| 2006 | Agatha Christie's Marple  | Gwenda Halliday         |                                                                       |
| 2007 | Moonlight                 | Beth Turner             | 16 episódios                                                          |
| 2010 | Spooks                    | Beth Bailey             | 8 episódios                                                           |
| 2014 | Our Zoo                   | Lady Katherine Longmore |                                                                       |
| 2014 | Crossing Lines            | Dr. Anna Clarke         | 2 episódios                                                           |
| 2014 | Panorama                  | Narradora               | Episódio: "Last Chance Academy"                                       |

## Videoclipes
| Ano  | Artista       | Música                            |
| ---- | ------------- | --------------------------------- |
| 2002 | Bush          | Inflatable                        |
| 2003 | Ronan Keating | Love Won't Work (If We Don't Try) |